# Автоматизоване машинне навчання
Автоматизо́ване маши́нне навча́ння (АвтоМН, англ. Automated machine learning, AutoML) — це процес автоматизації задач застосування машинного навчання до практичних задач. АвтоМН охоплює весь конвеєр від сирого набору даних до готової для розгортання моделі машинного навчання. АвтоМН було запропоновано як рішення на основі штучного інтелекту для все більших викликів застосування машинного навчання. Високий рівень автоматизації в АвтоМН дозволяє неекспертам використовувати моделі та методики машинного навчання не вимагаючи від них ставати експертами в машиннім навчанні. Автоматизація процесу застосування машинного навчання від початку до кінця додатково пропонує переваги створення простіших рішень, швидшого створення цих рішень, та моделей, які часто перевершують розроблені власноруч. АвтоМН використовували для порівнювання відносної важливості кожного з чинників у передбачувальній моделі.

## Порівняння зі стандартним підходом
У типовім застосуванні машинного навчання, практики мають набір точок даних входу для застосування в тренуванні. Ці сирі дані можуть не бути в такому вигляді, до якого можливо застосовувати всі алгоритми. Щоби зробити ці дані придатними для машинного навчання, експертові може довестися застосувати відповідні методи попередньої обробки даних, конструювання ознак, виділяння ознак та обирання ознак. Після цих кроків практики мусять відтак виконати обирання алгоритму та оптимізацію гіперпараметрів, щоби максимізувати передбачувальну продуктивність своєї моделі. Кожен із цих кроків може виявлятися складним, спричинюючи значні перешкоди для використання машинного навчання.
АвтоМН різко спрощує ці кроки для неекспертів.

## Цілі автоматизації
Автоматизоване машинне навчання може націлюватися на різні етапи процесу машинного навчання. Кроки для автоматизації:
- Підготовка[en] та подавання даних (з сирих даних та різних форматів)
  - Виявляння типів[en] стовпців, наприклад, булів, дискретний числовий, неперервний числовий, чи текстовий
  - Виявляння призначення стовпців, наприклад, ціль/мітка, стратифікувальне поле, числова ознака, категорійна текстова ознака, чи вільнотекстова ознака
  - Виявляння задачі, наприклад, бінарної класифікації, регресії, кластерування чи ранжування
- Конструювання ознак
  - Обирання ознак
  - Виділяння ознак
  - Метанавчання та передавальне навчання
  - Виявляння та обробка асиметричності даних та/або пропущених значень
- Обирання моделі
- Оптимізація гіперпараметрів алгоритму навчання, та обозначування (англ. featurization)
- Обирання конвеєра з урахуванням обмежень у часі, пам'яті та складності
- Обирання оцінювальних метрик та процедур затверджування
- Перевірка наявності проблем
  - Виявляння витоків
  - Виявляння помилок у конфігурації
- Аналіз отримуваних результатів
- Створення користувацьких інтерфейсів та унаочнень

## Втілення

### Відкриті
- auto-sklearn, відкритий інструмент АвтоМН, втілений мовою Python, побудований навколо бібліотеки scikit-learn[4]
- AutoGluon, відкритий інструментарій АвтоМН Amazon, також доступний як шаблон AWS CloudFormation[5]
- TransmogrifAI, наскрізний інструментарій АвтоМН для структурованих даних, написаний мовою Scala, і який працює на Apache Spark[6]
- Neural Network Intelligence (NNI), відкритий інструментарій АвтоМН Microsoft[7]

### Комерційні
- Azure ML, хмарна служба Microsoft Azure[8]
- Google Cloud AutoML, рішення АвтоМН на Google Cloud Platform[9]
- AutoAI в IBM Watson Studio[en] для автоматизації підготовки даних, розробки моделей, конструювання ознак, та оптимізації гіперпараметрів[10]
- SDK Oracle Accelerated Data Science (ADS),[11] бібліотека Python, що входить до служби Data Science[12] інфраструктури Oracle Cloud[en]